# Aeroportul Internațional Haikou Meilan
Aeroportul Internațional Haikou Meilan (IATA: HAK, ICAO: ZJHK) este un aeroport din Meilan District⁠(d), Haikou⁠(d), Hainan, Republica Populară Chineză ce deservește zona Haikou⁠(d). Aeroportul a fost tranzitat în 2022 de 11.162.161 de pasageri. A fost deschis în 1999 și numit după zona deservită.
Situat la o altitudine de 23 m, aeroportul dispune de o singură pistă. Este operat de Hainan Meilan International Airport Company Limited⁠(d).